# Fort Pulaski National Monument

Fort Pulaski National Monument NPS Flyer

Fort Pulaski National Monument is een nationaal monument in de Amerikaanse staat Georgia, gelegen op Cockspur Island tussen Savannah en Tybee Island. Het omvat Fort Pulaski, een fort uit de 19e eeuw dat bekendstaat als de locatie waar het Amerikaanse leger in 1862 met succes getrokken kanonnen testte. Deze wapentechniek maakte traditionele bakstenen forten verouderd. Het fort werd later ook gebruikt als krijgsgevangenkamp.
Het monument beslaat het grootste deel van Cockspur Island, inclusief het fort, en het aangrenzende McQueens Island.

## Bouw

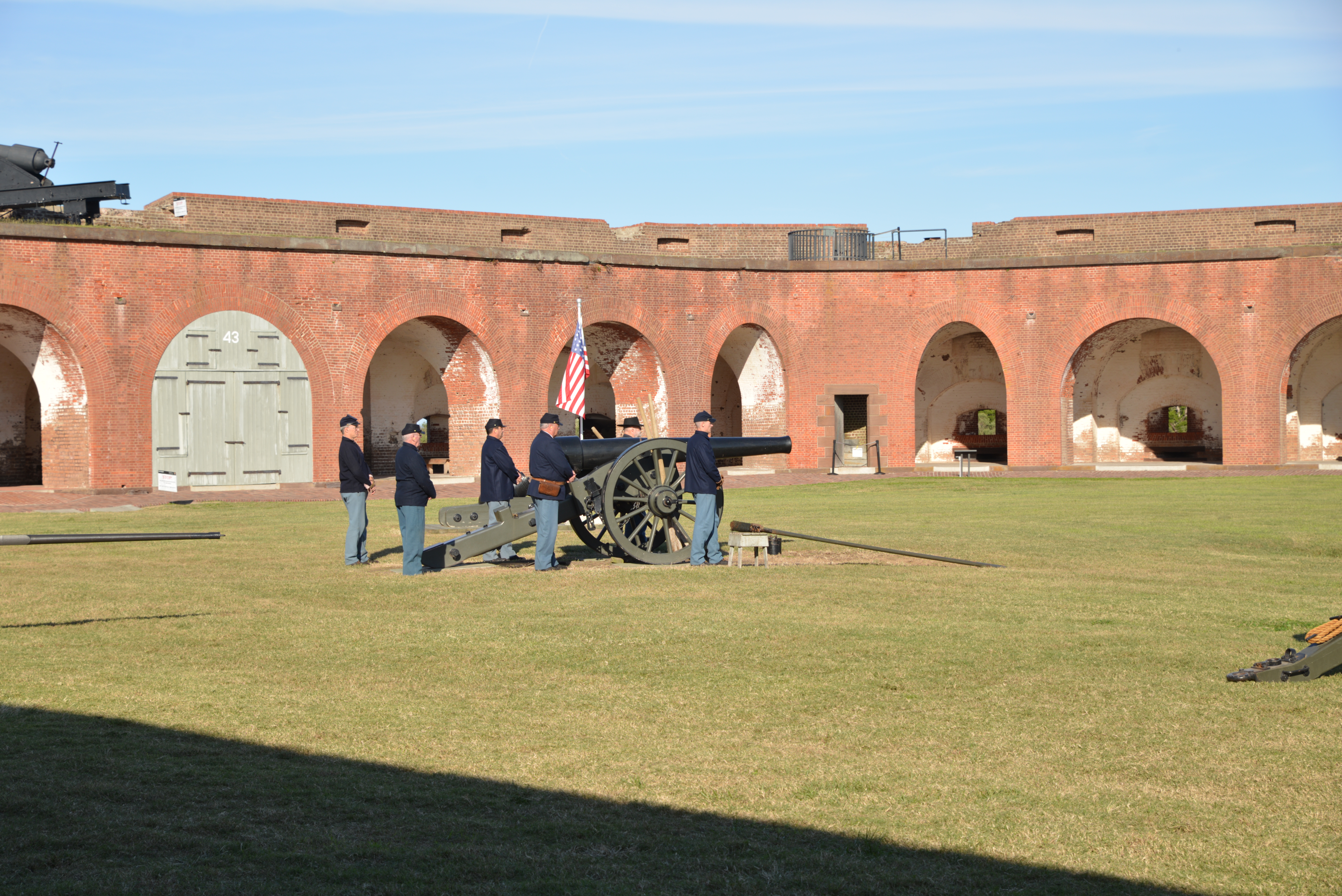
Fort Pulaski, Georgia, VS

Na de Oorlog van 1812 gaf president James Madison opdracht tot de bouw van nieuwe kustverdedigingen. De bouw van Fort Pulaski begon in 1829 onder leiding van onder andere de jonge officier Robert E. Lee. Het fort, voltooid in 1847, was onderdeel van het zogenoemde Derde Systeem van kustfortificaties. Er werden zo’n 25 miljoen bakstenen gebruikt, en de muren waren 3,3 meter dik. Het fort werd als onneembaar beschouwd.

## Amerikaanse Burgeroorlog
In 1861, bij het uitbreken van de Burgeroorlog, werd het fort bezet door Georgische troepen en later door het Zuidelijke leger. Toen de Confederatie Tybee Island verliet, konden Noordelijke troepen het eiland innemen en artillerieopstellingen bouwen. In april 1862 namen Unionistische troepen het fort in met behulp van de toen moderne getrokken kanonnen.